# In der Kiesel bei Hintersteinau
In der Kiesel bei Hintersteinau este o arie protejată (arie specială de conservare — SAC, sit de importanță comunitară — SCI) din Germania întinsă pe o suprafață de 32,05 ha, integral pe uscat.

## Localizare
Centrul sitului In der Kiesel bei Hintersteinau este situat la coordonatele 50°25′20″N 9°26′41″E / 50.4222°N 9.4447°E.

## Înființare
Situl In der Kiesel bei Hintersteinau a fost declarat sit de importanță comunitară în aprilie 1999 pentru a proteja 3 specii de animale. Situl a fost protejat și ca arie specială de conservare în martie 2008.

## Biodiversitate
Situată în ecoregiunea continentală, aria protejată conține 1 habitat natural: Formațiuni ierboase bogate în specii de Nardus, dezvoltate pe substraturi silicioase în zone montane (și în zone submontane, în Europa continentală).
La baza desemnării sitului se află mai multe specii protejate:
- păsări (2): sfrâncioc roșiatic (Lanius collurio), gaia roșie (Milvus milvus)
- nevertebrate (1): phengaris nausithous (Maculinea nausithous)

Pe lângă speciile protejate, pe teritoriul sitului au mai fost identificate 2 specii de plante, 1 specie de păsări, 1 specie de amfibieni, 1 specie de nevertebrate.